# هيلمار نيستروم
هيلمار نيستروم (بالفنلندية: Hjalmar Nyström)‏ هو مصارع رياضي فنلندي، ولد في 28 مارس 1904 في هلسنكي في فنلندا، وتوفي بنفس المكان في 6 ديسمبر 1960.

## وصلات خارجية
- هيلمار نيستروم على موقع قاعدة بيانات المصارعة الدولية (الإنجليزية)
- هيلمار نيستروم على موقع اللجنة الأولمبية الدولية (الإنجليزية)
- هيلمار نيستروم على موقع أوليمبيديا (الإنجليزية)